# بيت الجرمل
بيت الجرمل (تحريف لمسمى بيت الجيرمانgerman) هو مبنى أثري يقع على ساحل جزيرة قماح التابعة لجزر فرسان في منطقة جازان جنوب المملكة العربية السعودية، وتعود قصة البيت إلى أن الألمان قاموا ببناء مستودع كبير لهم في جزيرة قماح لاستخدامه في تخزين الفحم الحجري المستخدم وقودا للبواخر العابرة إلى البحر الأحمر بين قناة السويس في الشمال الغربي للبحر الأحمر وباب المندب في الجنوب الشرقي.

## وصف البيت
يقع البيت بمحاذاة ساحل جزيرة قماح جنوب غرب جزر فرسان، ويبعد عن الساحل خمسين متر، ولا زالت له بقايا موجودة حتى الآن، وهو هو عبارة عن مبنى مستطيل الشكل تبلغ مساحته الاجمالية ثلاثة ألاف وستمئة وستة وثلاثين متر مربع، وأطواله مئة وسبعة أمتار طولا، وأربعة وثلاثين متر عرضا، وله ثلاثة مداخل.

## التسمية المحلية
يطلق أهل جزيرة قماح وجزر فرسان على البيت اسم بيت الجرمل، وهو تحريف بيت الجيرمان.

## طريقة البناء
تم تشييد المبنى بحجارة على شكل مداميك استخدمت فيه المونة مابين الأحجار، كما بنيت بجوانب المدخل والأركان للمبنى بحجارة مشذبة متخالفة البناء مقاسها 60X20 سم، والدعامات الموجودة أعلى السور تتقابل مع الأعمدة الداخلية وارتفاعها من خارج المبنى أقل من الداخل ووظيفتها حمل سقف المبنى، وربما صمم ليكون مستودعاً على شكل هرمي، ولم يكتمل بناؤه، وربما يعود ذلك إلى هزيمة الالمان وحليفتهم تركيا ثم توقف الحرب العالمية الأولى عام 1918م.

## قصة بيت الجرمل

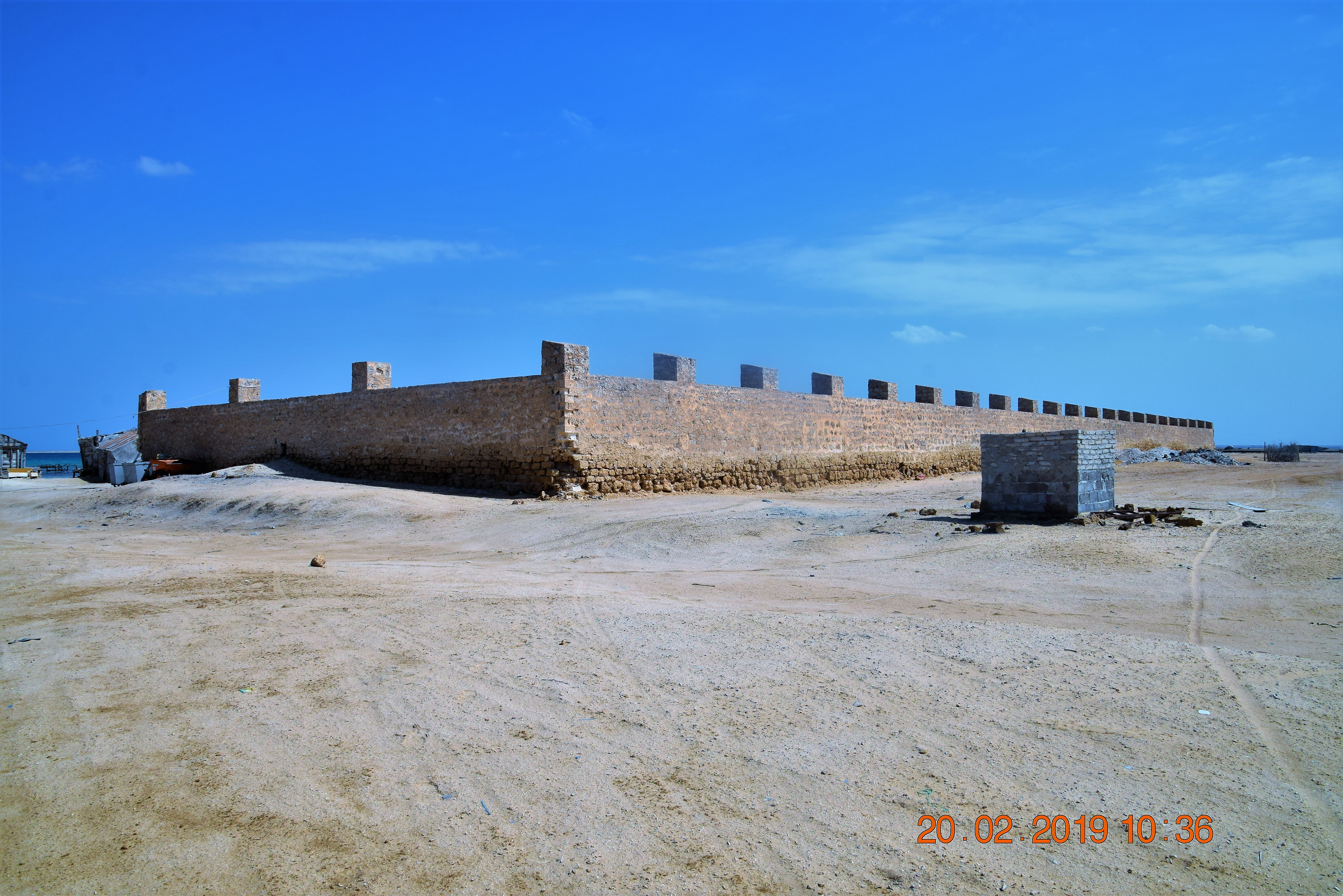
صورة حديثة لبيت الجرمل

يذكر الشاعر والمؤرخ إبراهيم مفتاح بأن ألمانيا وهي مستغلة تحالفها مع تركيا طلبت منها الحصول على ترخيص ببناء مستودع للفحم الحجري في جزيرة قماح، والهدف الظاهر منه تزويد السفن العابرة إلى البحر الأحمر، وبالفعل تم بناء المستودع الذي أطلق عليه الأهالي بيت الجرمل وكان ذلك سنة 1319 هـ الموافق 1901، إلا أن تركيا بعد موافقتها الأولية تذرعت ببعض الأسباب وسحبت الترخيص الذي منحته للألمان فرحلوا منها، لكن الأمل ظل يراود الألمان في الحصول على موقع في جزر فرسان حيث تقدمت للباب العالي بطلب الحصول على امتياز فيها فرفضت تركيا مرة أخرى معللة ذلك بأنها تفضل أن تعطي الامتياز إلى العرب.
ثم منحت تركيا الامتياز لشخص من رعاياهم يدعى يوسف عاصم وكان تاجر قهوة وسكر في إسطنبول ويتعامل بشكل رئيسي مع الحجاز واليمن، وقد منحوه الامتياز لاستثمار النفط في جزر فرسان إلا أنه عام 1328 هـ تقدم وليام هايكوك وهو مهندس تعدين في إسطنبول بطلب شراء أو نقل امتياز ليوسف عاصم نيابة عن شركة النفط الشرقية البريطانية، فتقدم يوسف عاصم بطلب للحكومة التركية لمنحه صلاحية إجراء البيع.
وبناء على ذلك الطلب منحت الحكومة التركية تلك الصلاحية ليوسف عاصم الذي وافق واتم إجراءات البيع مقابل قيمة نقدية وحصص متفق عليها، وعلى أثر ذلك اغتنمت الشركات البريطانية الفرصة وأخذت تتداول الامتيازات حتى رست على شركة النفط الشرقية التي قامت بنقل الامتياز إلى شركة نفط جزر فرسان، وفي أثناء المباحثات التي جرت في لندن مع شخص يدعى حقي باشا بسبب زيادة حكومته العثمانية الضرائب وتكوين الاحتكارات، وبناء على أخذ التعهد بأن الشركة هي بريطانية صرفة تقريبا تم الإيعاز للسفير البريطاني في إسطنبول في عام 1914 إعلام الدولة العثمانية أن تحويل ترخيص جزر فرسان إلى مدير شركة النفط الشرقية جورج روجرز شرط ملح للاتفاقية البريطانية تجاه الاحتكارات العثمانية.

## وصلات خارجية
- بناه الألمان لتخزين الفحم الحجري وصادره الاتراك